# Fiat Punto S1600
La Fiat Punto S1600 è una vettura da rally basata sulla II serie della Fiat Punto, realizzata dalla Fiat Sport basandosi sul regolamento FIA Kit car F2 per partecipare al Campionato Italiano di Rally, nel quale ha corso dal 2000 al 2005, e al Junior World Rally Championship. 

## Storia
La Fiat Punto S1600 venne realizzata nel 1999, inizialmente per dei facoltosi clienti. La base era la Fiat Punto HGT, dalla quale deriva il motore 1800 cc, ridotto a 1600, riuscendo a sviluppare 215 Cv a 8250 giri/minuto con un cambio sequenziale a sei marce. Dopo il generale successo ottenuto, parallelamente alla creazione della Junior World Rally Championship, che prevedeva la partecipazione di piloti con età inferiore a 28 anni, venne omologata nel Gruppo A S1600 con il numero A 5609 02/01 VK il 1 febbraio 2000 nella categoria Kit Cars, e con il numero A 5609 09/01 KS il 1º marzo 2001 nella categoria S1600
Al debutto in Spagna, la vettura, guidata da Massimo Macaluso, fu costretta al ritiro per un problema meccanico. Luca Pedersoli riuscì invece a vincere il rally di Sanremo nello stesso anno. Nella stagione successiva Andrea Dallavilla, dopo una serie di podi e una vittoria, arrivò secondo nella classifica generale piloti solo dietro a Sebastian Loeb.

Nel 2003 Paolo Andreucci, insieme al co-pilota Anna Andreussi, vinse il campionato italiano di rally. 

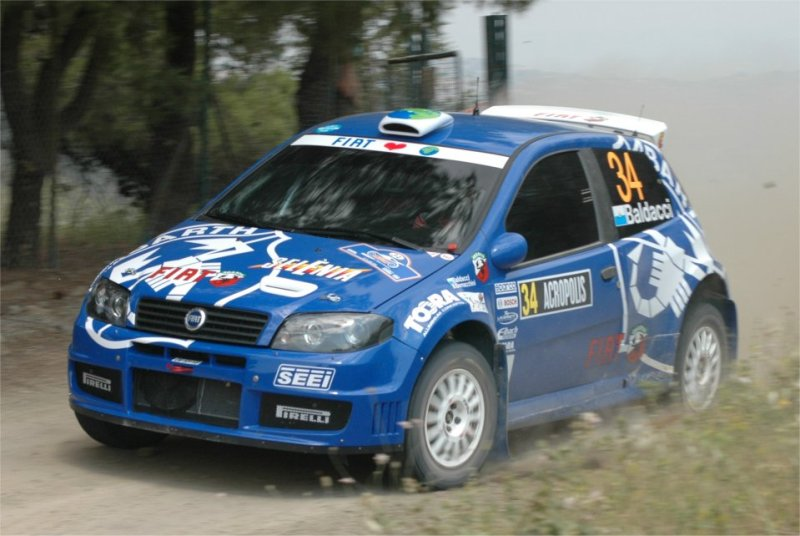
La S1600 post-restyling di Mirco Baldacci

La Fiat Punto S1600, con l'evoluzione della Fiat Punto, subì un restyling della carrozzeria nel 2003. Uscita di produzione nel 2005, venne sostituita dalla Fiat Grande Punto S2000 nel 2006 .

## Campionato del mondo
Podi - Junior World Rally Championship
| Anno | Rally                | Pilota             | Navigatore         | Pos. |
| ---- | -------------------- | ------------------ | ------------------ | ---- |
| 2001 | Rally di Catalogna   | Giandomenico Basso | Flavio Guglielmini | 2º   |
| 2001 | Rally di Grecia      | Andrea Dallavilla  | Danilo Fappani     | 2º   |
| 2001 | Rally di Finlandia   | Andrea Dallavilla  | Danilo Fappani     | 2º   |
| 2001 | Rally di Sanremo     | Andrea Dallavilla  | Danilo Fappani     | 1º   |
| 2001 | Tour de Corse        | Andrea Dallavilla  | Danilo Fappani     | 2º   |
| 2001 | Tour de Corse        | Giandomenico Basso | Flavio Guglielmini | 3º   |
| 2002 | Rally di Catalogna   | Giandomenico Basso | Luigi Pirollo      | 3º   |
| 2002 | Rally di Grecia      | Nicola Caldani     | Dario D'Esposito   | 3º   |
| 2002 | Rally di Sanremo     | Giandomenico Basso | Luigi Pirollo      | 3º   |
| 2003 | Rally di Monte Carlo | Marcos Ligato      | Rubén García       | 3º   |
| 2004 | Rally di Sardegna    | Paolo Andreucci    | Anna Andreussi     | 2º   |
| 2004 | Rally di Francia     | Jean-Marc Poisson  | Olivier Lesigne    | 2º   |
| 2004 | Rally di Catalogna   | Giandomenico Basso | Mitia Dotta        | 2º   |
| 2005 | Rally di Messico     | Luca Cecchettini   | Massimo Daddoveri  | 3º   |

## Vittorie nei rally

### ERC
| N° | Anno | Evento                                   | Pilota             | Navigatore     |
| -- | ---- | ---------------------------------------- | ------------------ | -------------- |
| 1  | 2003 | 26° Rally del Ciocco e Valle del Serchio | Giandomenico Basso | Mitia Dotta    |
| 2  | 2003 | 87° Targa Florio Rally                   | Paolo Andreucci    | Anna Andreussi |
| 3  | 2003 | 3° Chevron Rally of Georgia              | Volkan Isik        | Erkan Güleren  |
| 4  | 2004 | 28° Rally 1000 Miglia                    | Giandomenico Basso | Mitia Dotta    |
| 5  | 2005 | 36° Rally Bulgaria                       | Giandomenico Basso | Mitia Dotta    |
| 6  | 2005 | 30° EKO Rally                            | Giandomenico Basso | Mitia Dotta    |

### Junior WRC
| N° | Anno | Evento                               | Pilota            | Navigatore           |
| -- | ---- | ------------------------------------ | ----------------- | -------------------- |
| 1  | 2001 | 43° Rallye Sanremo - Rallye d'Italia | Andrea Dallavilla | Giovanni Bernacchini |
| 2  | 2003 | 45° Rallye Sanremo - Rallye d'Italia | Mirco Baldacci    | Giovanni Bernacchini |
| 3  | 2005 | 49° Tour de Corse - Rallye de France | Mirco Baldacci    | Giovanni Bernacchini |

### IRC 2WD
| N° | Anno | Evento                            | Pilota       | Navigatore          |
| -- | ---- | --------------------------------- | ------------ | ------------------- |
| 1  | 2008 | 37° Istanbul Rally                | Yağiz Avci   | Ersan Alkir         |
| 2  | 2008 | 38° Barum Rally Zlín              | Jan Šlehofer | Zbyněk Soběhart     |
| 3  | 2009 | 77° Rallye Automobile Monte-Carlo | Manuel Villa | Angelo Carlo Canova |
| 4  | 2009 | 50° Rali Vinho da Madeira         | Manuel Villa | Daniele Michi       |
| 5  | 2009 | 39° Barum Rally Zlín              | Jiří Skoupil | Tomáš Singer        |